# Nowa Wieś (gmina Chorzele)
Nowa Wieś – wieś sołecka w Polsce położona w województwie mazowieckim, w powiecie przasnyskim, w gminie Chorzele.
W latach 1975–1998 miejscowość administracyjnie należała do województwa ostrołęckiego.
Wierni Kościoła rzymskokatolickiego należą do parafii Parafia Miłosierdzia Bożego w Krukowie.